# Artur Jabłoński
Artur Jacek Jabłoński, kaszub. Artur Jabłońsczi (ur. 16 sierpnia 1970 w Pucku) – polski dziennikarz, samorządowiec, działacz społeczny i oświatowy, w latach 2004–2010 prezes Zrzeszenia Kaszubsko-Pomorskiego, starosta pucki (1999–2009).

## Życiorys
Ukończył historię na Wydziale Historyczno-Filologicznym Uniwersytetu Gdańskiego. W 2019 otrzymał stopień doktora nauk humanistycznych na Uniwersytecie Śląskim w Katowicach na podstawie rozprawy Literacka narracja Jana Rompskiego o narodzie kaszubskim.
Jeszcze w czasie studiów w Gdańsku zaangażował się w działalność organizacji Kaszubów, początkowo w ramach klubu akademickiego Pomorania. W latach 1990–1998 pracował jako dziennikarz, organizował pismo „Tatczëzna”, redagował nadawany w TVP Gdańsk magazyn Rodnô zemia. Opublikował kilka pozycji książkowych, w tym lokalne przewodniki turystyczne. W latach 2002–2004 był społecznym redaktorem naczelnym miesięcznika „Pomerania”. Został laureatem XIV Konkursu Prozatorskiego im. Jana Drzeżdżona, w którym nagrodzono jego powieść w języku kaszubskim Smùgã.
W 1998 został radnym powiatu puckiego, obejmując następnie nowo utworzone stanowisko starosty tego powiatu. W wyborach w 2002 i 2006 skutecznie odnawiał mandat radnego (z ramienia lokalnego komitetu), pozostając jednocześnie starostą puckim na kolejne kadencje. W wyborach parlamentarnych w 2007 bez powodzenia ubiegał się o mandat poselski jako bezpartyjny kandydat z listy Polskiego Stronnictwa Ludowego. W połowie 2009 zakończył pełnienie funkcji starosty.
Od 2004 do 2010 był prezesem Zrzeszenia Kaszubsko-Pomorskiego. W 2003 założył Stowarzyszenie Ziemia Pucka, a rok później związane z nim Radio Kaszëbë. Reprezentował od 2005 społeczność kaszubskojęzyczną w Komisji Wspólnej Rządu i Mniejszości Narodowych i Etnicznych, pełnił funkcję współprzewodniczącego Komisji w latach 2008–2012. W 2011 został członkiem rady programowej stowarzyszenia Kaszëbskô Jednota. W 2017 założył w Wejherowie pierwszą dwujęzyczną (kaszubsko-polską) szkołę podstawową na Kaszubach. Później zatrudniony jako asystent w Centrum Zaangażowanych Badań nad Ciągłością Kulturową na Wydziale „Artes Liberales” Uniwersytetu Warszawskiego.
W 2023 otrzymał Kaszubską Nagrodę Literacką za całokształt pracy prozatorskiej w ramach VI edycji Pomorskiej Nagrody Literackiej „Wiatr od morza”.

## Odznaczenia
Za działalność na rzecz mniejszości narodowych i etnicznych w Polsce prezydent Bronisław Komorowski nadał mu w 2011 Srebrny Krzyż Zasługi.

## Wybrane publikacje
- Artur Jabłoński, Mariusz Szmidka, Kaszubi w Ziemi Świętej. Niech sã swiãcy Twòje miono, Gdynia: Wydawnictwo Region, 2000, ISBN 83-87400-56-4, OCLC 751559843. Brak numerów stron w książce
- Artur Jabłoński, Na nordzie. Przewodnik po osobliwościach Ziemi Puckiej, Gdynia: „Szos”, 1996, ISBN 83-905705-2-1, OCLC 835423642. Brak numerów stron w książce
- Artur Jabłoński, Jarosław Ellwart, Norda na wakacje, Gdynia: Region, 2003, ISBN 83-89178-09-5, OCLC 749393826. Brak numerów stron w książce
- Artur Jabłoński, Odkrywamy Nordę. Gmina Krokowa. Turystyczne przeboje gminy Krokowa, Krokowa: Stowarzyszenie Mieszkańców Gminy Krokowa na Rzecz Rozwoju Turystyki „Szelp”, 2004, ISBN 83-920997-0-2, OCLC 831135918. Brak numerów stron w książce
- Artur Jabłoński, Wędrówki po Kaszubach. Od Gdyni po Hel. Opowieści o miejscach i ludziach, Gdynia: „Szos”, 1998, ISBN 83-907372-9-9, OCLC 803027033. Brak numerów stron w książce
- Artur Jabłoński, Pozdrowienia z Pucka = Grüße aus Putzig, Gdynia: SZOS, Artur Jabłoński, Eugeniusz Pryczkowski, 1997, ISBN 83-907372-3-X, OCLC 924668250. Brak numerów stron w książce
- Artur Jabłoński, Bóg z nami : spotkanie z papieżem Janem Pawłem II, Sopot, 5 czerwca 1999 roku, Gdańsk: Zrzeszenie Kaszubsko-Pomorskie, 2009, ISBN 978-83-87258-14-6, OCLC 751186312. Brak numerów stron w książce
- Artur Jabłoński, Kaszubi. Wspólnota narodowa, wyd. 1., Gdynia: Wydawnictwo Region, ISBN 978-83-7591-298-2, OCLC 847135357. Brak numerów stron w książce
- Artur Jabłoński, Namerkôny, Gdynia: Wydawnictwo Region, 2013, ISBN 978-83-7591-323-1, OCLC 857913838. Brak numerów stron w książce
- Artur Jabłoński, Smùgã, Gdynia: Wydawnictwo Region, 2014, ISBN 978-83-7591-366-8, OCLC 892592592. Brak numerów stron w książce
- Artur Jabłoński, Fényks, Gdynia: Wydawnictwo Region, 2015, ISBN 978-83-7591-462-7, OCLC 951377917. Brak numerów stron w książce
- Artur Jabłoński, Revjinë, Złocieniec: Vëdôvjizna SKRA, 2020, ISBN 978-83-951243-1-0. Brak numerów stron w książce
- Artur Jabłoński, Robotnik „Zrzeszë Kaszëbskji”. O życiu i działalności Ignacego Szutenberga, Gdynia: Wydawnictwo Region, 2020, ISBN 978-83-7591-752-9. Brak numerów stron w książce
- Artur Jabłoński, Aba. Pòvjôstkji vëbrôné z lat 1992–2021, Gdynia: Kreativer, 2021, ISBN 978-83-66842-02-1. Brak numerów stron w książce
- Artur Jabłoński, Drobjinë, Gdynia: Wydawnictwo Region, 2022, ISBN 978-83-7591-884-7. Brak numerów stron w książce